# Делта (држава)
Делта је једна од савезних држава Нигерије. Налази се на југу земље у појасу Делте Нигера, а главни град државе је град Асаба. 
Држава Делта је формирана 1991. године. Заузима површину од 17.698 km² и има 6.710.214 становника (подаци из 2005). 